# YF-100
YF-100是中国航天推进技术研究院研发的一款120吨级液氧煤油火箭发动机。YF-100采用了自启分级燃烧循环技术，发动机混合比和推力均可调节，是新一代长征系列运载火箭的主要发动机。其应用标志着中国成为俄罗斯后第二个掌握液氧煤油分级燃烧循环火箭发动机的国家。

## 历史
1970年代以来，中国航天所采用的长征系列运载火箭大量采用四氧化二氮和偏二甲肼作为推进剂。然而该组合具有剧毒和强腐蚀性，尽管采用该种推进剂的发动机相对成熟，但发动机推力难以增加，并且推进剂的诸多劣势限制了火箭性能的进一步提升。在此背景下，1980年代中国在863计划下开始研究新一代运载火箭方案，大推力液氧烃推进剂发动机关键技术研发被提上日程，主要工作由西安航天动力研究所（航天科技集团六院）开展。从1986年9月到1988年10月，研究团队进行了10次液氧与烃燃料的点火燃烧实验，确定了使用液氧煤油的路线。1990年代早期，中国从前苏联引进了三台RD-120发动机，其成为了YF-100的研发样板。虽然RD-120所采用的分级燃烧循环技术难度极大，加上YF-100的高设计标准导致项目必须攻克一系列新材料及工艺，六院的研制人员依旧坚持使用该方案，认为：“这样就可以一步把我国火箭发动机研制落后世界水平十几年的差距赶过来。”1995年，研发团队使用RD-120进行了两次热试车，验证了国产航天煤油应用于火箭发动机的可行性。1995年同年，针对液氧煤油发动机进行的工艺预研及攻关课题达到了130项。1998年初，涡轮泵联动试验取得成功。为了验证预研部件的可靠性，研究人员在1999年进行了100吨工况组合件联动实验，但实验因发生燃烧现象而以失败告终。
2000年9月，中华人民共和国国务院批准立项“120吨级液氧煤油发动机”，正式进入工程研制阶段。2001年10月发动机开始初样研制，2005年12月转入了试样阶段。项目在初期研发上遇到了许多问题：2001年，连续四次发动机试车均以失败告终，其中还连续两次发生了爆炸，甚至无法找到发动机残骸。发生中国航天历史上绝无仅有的失败后，外界对项目的可行性提出了质疑，研发单位因此面临了极大的压力。由于发动机采用了分级燃烧循环，涡轮泵的高压力和高转速导致的巨大震动，令整机无法进行长时期高工况试车。最突出的问题是6Hz的低频振动，由于发动机采用了整体摆动的方式，最后只能通过提高刚度和增大摇摆力臂解决。2005年，为YF-100建造的亚洲最大的液体火箭发动机试车台建成，同年发动机200秒试车成功。2006年7月3日，首次600秒长程试车获得了成功，随后在2007年11月完成了300秒摇摆整机试车。到了2008年5月，YF-100累计试车时间已经达到17700秒，并通过了推力矢量控制摇摆考核。同年，发动机完成了飞行状态试车，然后在2010年完成了双机并联试车。
2012年5月28日，YF-100通过了国防科工委的验收。随后在2014年6月23日，发动机通过了首飞鉴定，标志着YF-100正式进入了工程应用阶段。2015年9月20日，使用YF-100GBI的长征六号首飞成功。研发团队在研发过程中攻克了80余项核心技术，获得了近20项专利授权。中国航天科技集团六院院长谭永华称：“120吨级液氧煤油发动机的研制成功，将为我国载人航天工程、月球探测工程以及下一步深空探测工程奠定坚实的基础。”
2017年6月2日，采用泵后摆动技术的改进型号YF-100K试车成功，中国成为第二个掌握该技术的国家。2018年7月，为火箭上面级设计的高空型号YF-100M首次整机热试车成功。
2021年9月20日，随着搭载着天舟三号货运飞船的长征七号遥四运载火箭发射成功，YF-100发动机累计交付发射产品数量突破100台。

## 设计细节
YF-100是一款采用泵压式补燃循环的单推力室液体火箭发动机，推进剂为液氧煤油。其是中国首个采用自身启动，补燃循环，可调混合比和推力技术的发动机。并且可以单向或双向摇摆，实现推力矢量以控制火箭姿態。发动机采用高压分级燃烧循环，全部氧化剂在使用泵增压后被注入预燃室，燃料则在增压后分成两路，部分燃料被送入预燃室被点燃，所产生的高温燃气随之推动发动机涡轮和泵。随后，预燃室包含着氧化剂的排气和未点燃的燃料一起注入燃烧室，和大部分燃料一起再次燃烧（即补燃），从而充分利用燃料。
YF-100与传统的四氧化二氮和偏二甲肼发动机相比，采用的液氧煤油推进剂具有无毒和经济上的优势。液氧及煤油来源广泛，与特殊推进剂相比价格低廉。发动机的性能也有显著优势，与采用燃气发生器循环的发动机相比比冲性能提高了10%以上。YF-100的摆动设计令火箭可以用发动机进行姿态控制，其推力可以在65%至105%区间，混合比可以在±10%区间调节，可以提高运载火箭的性能。该型发动机在研发之处就已按照多次使用设计，已经实现了单台发动机多次试车，为未来开发可重复使用的长征火箭奠定了基础。采用泵后摆的改进型号YF-100K相对于YF-100采用的整体摆动而言，仅通过摆动喷管实现推力矢量，整体结构更加紧凑。同时，改进型增大了推力并简化了维护性能，缩小的体积也令并联更多发动机更加容易，从而进一步提升运载火箭运力。

## 型号

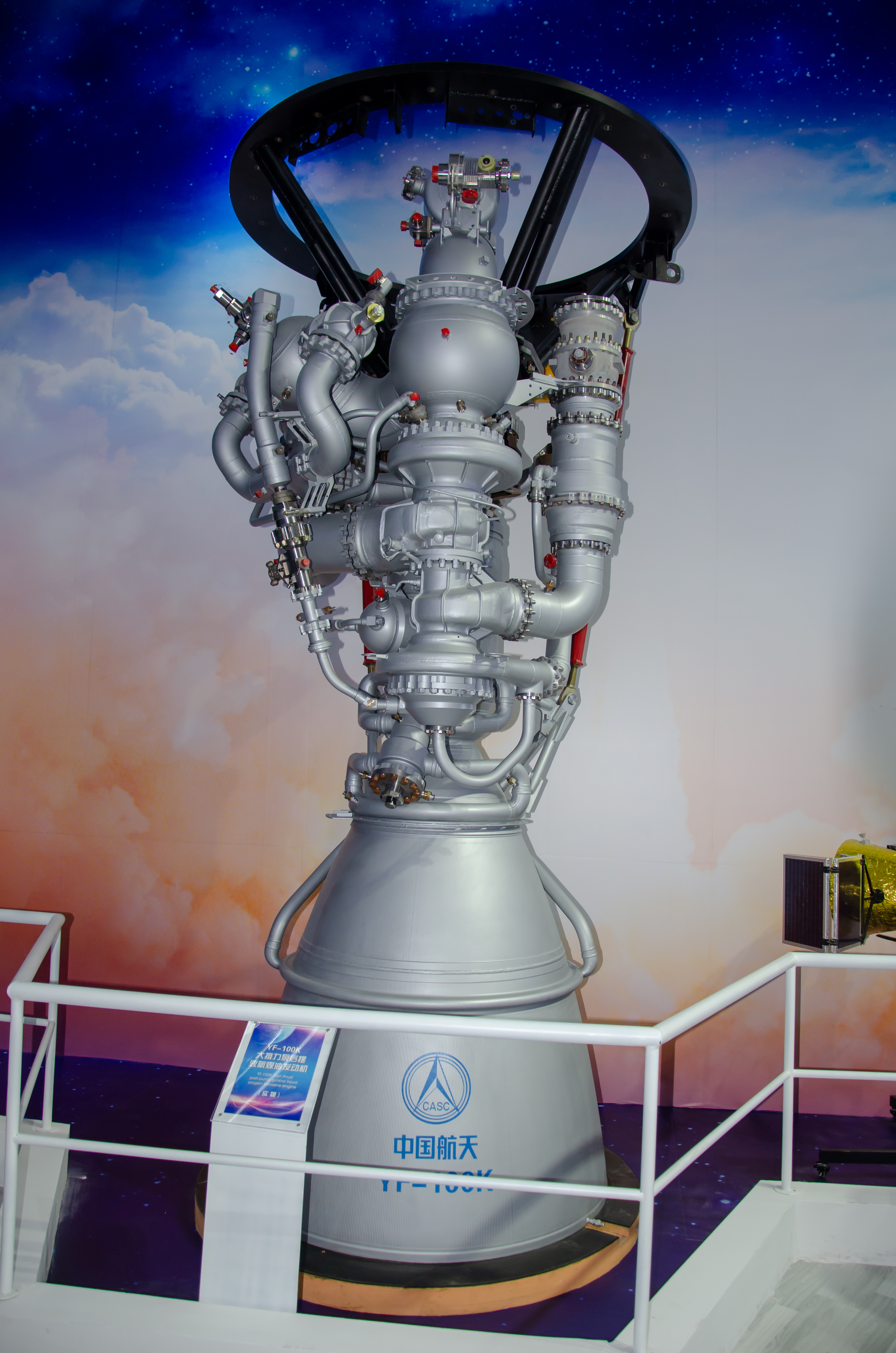
2018年珠海航展上展出的YF-100K发动机，采用泵后摆技术

### 现役型号
- YF-100F（STVC）：用于长征五号助推器，长征七号助推器和长征八号助推器，该型号推力矢量控制为单摆。[36][37]
- YF-100G（DTVC）：用于长征七号第一级和长征八号第一级，该型号推力矢量控制为双摆。[36]
- YF-100GBI：用于长征六号第一级。因长征六号第一级仅采用单台YF100，仅使用单个喷口无法控制火箭滚动。该型号分流了一部分预燃器排气从而驱动一组姿态控制喷嘴，以此控制火箭滚动，代价是损失0.30%的海平面推力和0.79%的海平面比冲，而发动机混合比则增加了0.12%。[38]
- YF-100K：采用泵后摆技术的增推型号，已用于长征十二号的起飞级，将用于长征十号基本型的通用芯级（第一级、助推器）。[35]其具备大范围连续变推力、长寿命高可靠等关键技术。[39]

### 研发型号
- YF-100M：YF-100K的高空型号，将用于长征十号的第二级。[40]
- YF-100N: 基于液氧煤油补燃循环泵后摆发动机改进的130吨级重复使用发动机[41]。用于长征十号二级构型的第一级发动机的可回收型号。

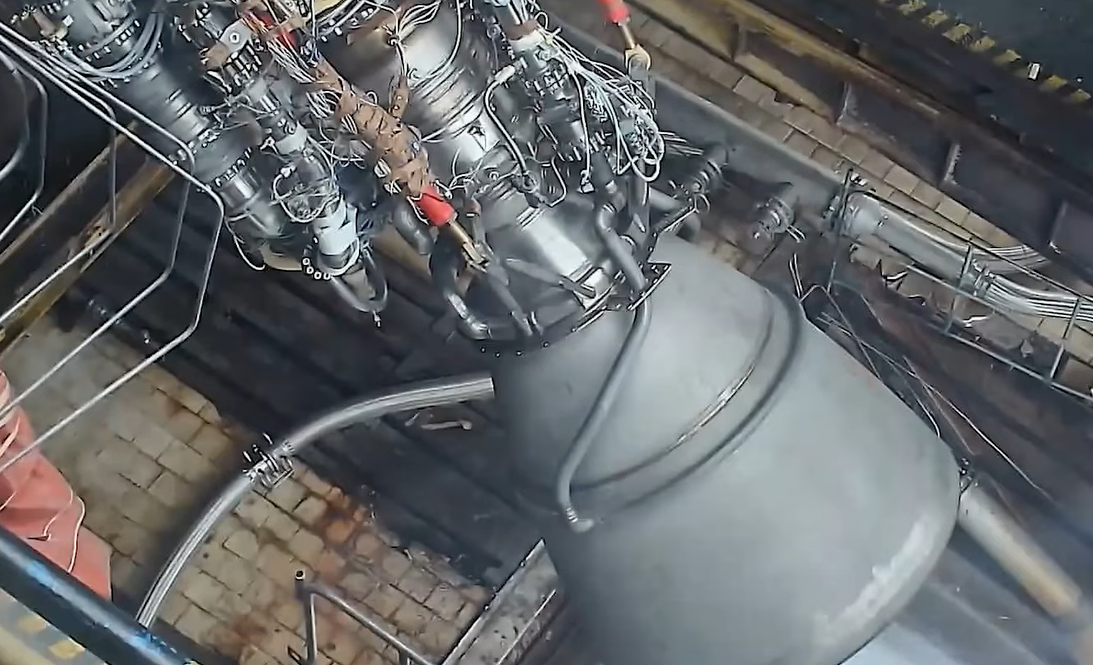
试车台上的130吨级重复使用液氧煤油发动机（即YF-100N）

| YF-100系列发动机各型号比较 | YF-100系列发动机各型号比较 | YF-100系列发动机各型号比较 | YF-100系列发动机各型号比较 | YF-100系列发动机各型号比较 | YF-100系列发动机各型号比较 | YF-100系列发动机各型号比较 | YF-100系列发动机各型号比较 | YF-100系列发动机各型号比较 | YF-100系列发动机各型号比较 | YF-100系列发动机各型号比较 | YF-100系列发动机各型号比较 | YF-100系列发动机各型号比较 | YF-100系列发动机各型号比较 |
| 名称                       | 推力                       | 推力                       | 比冲                       | 比冲                       | 燃烧室压力                 | 混合比                     | 喷管面积比                 | 推力调节范围               | 混合比调节范围             | 推力矢量                   | 喷管直径                   | 高度                       | 重量                       |
| 名称                       | 海平面                     | 真空                       | 海平面                     | 真空                       | 燃烧室压力                 | 混合比                     | 喷管面积比                 | 推力调节范围               | 混合比调节范围             | 推力矢量                   | 喷管直径                   | 高度                       | 重量                       |
| -------------------------- | -------------------------- | -------------------------- | -------------------------- | -------------------------- | -------------------------- | -------------------------- | -------------------------- | -------------------------- | -------------------------- | -------------------------- | -------------------------- | -------------------------- | -------------------------- |
| YF-100                     | 1199.19kN                  | 1339.48kN                  | 2942m/s                    | 3286m/s                    | 18MPa                      | 2.6                        | 35                         | 65％-105％                 | ±10%                       | 整体摆动                   | 1347mm                     | 2991mm                     | 1920kg                     |
| YF-100GBI                  | 1195.59kN                  | -                          | 2918.76m/s                 | -                          | 18MPa                      | 2.6                        | 35                         | 65％-105％                 | ±10%                       | 整体摆动                   | 1347mm                     | 2991mm                     | 1920kg                     |
| YF-100K                    | 1250kN                     | 1396kN                     | 2958m/s                    | 3304m/s                    | 18.7MPa                    | 2.6                        | 35                         | 65％-105％                 | -                          | 泵后摆动                   | 1373mm                     | 3728mm                     | 1820kg                     |
| YF-100M                    | -                          | 1460kN                     | -                          | 3454.9m/s                  | 18.7MPa                    | 2.6                        | 90                         | 65％-105％                 | -                          | 泵后摆动                   | 2160mm                     | -                          | -                          |